# Estadio Love Street
El St Mirren Park, más comúnmente conocido como Love Street, era un estadio de fútbol ubicado en Love Street en Paisley, Escocia. Hubo un tiempo en que el estadio tenía capacidad para casi 50.000 espectadores, pero en sus últimos años tenía una capacidad total de 10.800 personas sentadas. Hasta su cierre en 2009, fue la sede del St. Mirren FC.

## Historia
Cuando St Mirren comenzó a jugar en Love Street a mediados de la década de 1890 los clubes de fútbol todavía estaban en sus inicios y se trasladaban de un terreno a otro, alquilando terrenos a los terratenientes locales. La mejor oferta disponible era normalmente un contrato de arrendamiento de diez años y cuando St Mirren llegó a Love Street, el club tenía solo 17 años de existir y jugaba en su quinto terreno alquilado. Anteriormente habían jugado en cuatro sitios en el norte de Paisley; Shortroods Estate (1877 a 1878), Abingdon Park (1878 a 1879), Thistle Park, Greenhill Road (1879 a 1882) y Westmarch Estate , Greenhill Road (1882 a 1894). Los clubes de Paisley y Abercorn jugaban en Underwood Park , y el St Mirren se unió a la Liga Escocesa de Fútbol cuando comenzó en 1890-1891.
Después de doce años jugando en Westmarch, St Mirren se mudó en 1894 en respuesta a un aumento del alquiler del 100% por parte del propietario, que parecía haber perdido interés en albergar partidos de fútbol en sus tierras. El club encontró una antigua fábrica de ladrillos al pie de Love Street que se podía alquilar durante los primeros diez años en condiciones razonables. El terreno en Westmarch se había distribuido con dos campos, una tribuna y un pabellón; el sitio de Love Street era sustancialmente más pequeño, apenas lo suficientemente ancho como para colocar un campo de fútbol con algo de terreno libre detrás de las porterías; tenía mal drenaje y sin pasto. Sin embargo, le daría al St Mirren la importante ventaja de estar más cerca del centro de la ciudad de Paisley que cualquiera de los otros clubes de fútbol de la ciudad. Además, el lugar ya era muy conocido por la gente del pueblo como lugar de entretenimiento, ya que era donde los circos ambulantes montaban su Gran Carpa.
El sitio original de Love Street albergaba el pabellón del club reconstruido detrás de la portería final de Love Street y una nueva tribuna, apretada a lo largo de todo el campo con cinco filas de asientos y una capacidad total de 1000 personas. St Mirren jugó su primer partido en casa en Love Street, una derrota por 0-3 ante el Celtic FC el 8 de septiembre de 1894.
Poco después de que expirara el contrato de arrendamiento original de diez años, el club casi se vio obligado a mudarse de Love Street, al igual que ya lo había sido de Westmarch. Cuando el club se acercó al Sr. Fullerton con una oferta para comprar el sitio, el propietario intentó aprovechar la situación fijando un precio alto, junto con un ultimátum para comprar o enfrentar un fuerte aumento en el alquiler. El club buscó apresuradamente alternativas e inició negociaciones con los propietarios del Shortroods Estate, donde el St Mirren había jugado durante su primera temporada. Sin embargo, con la perspectiva de perder por completo, el Sr. Fullerton dio marcha atrás y redujo el precio de venta a £ 3.900 y, por lo tanto, los Saints los compraron y se quedaron en Love Street.
En el transcurso de los siguientes quince años el objetivo del club era ampliar el sitio comprando el terreno que limitaba en dos lados: hacia la ciudad y rodeando Greenock Road. Sin embargo, no fue hasta 1920 que finalmente se aseguró el terreno y St Mirren fue propietario de prácticamente el sitio que ocupó hasta su cierre.
Con un gran terreno ahora en propiedad y el campo de fútbol a punto de trasladarse 40 metros hacia la ciudad, el club tenía planes en 1921 para un terreno con capacidad para 60.000 personas con una gran extensión ovalada de terraplenes de tierra en tres lados, con el cuarto lado ocupado. por una tribuna de 4.500 asientos instalada sobre un recinto en terrazas con capacidad para 3.000, con una pista de atletismo de 440 yardas alrededor del campo. Sin embargo, antes de que comenzara la construcción, la Gran Depresión en el Reino Unido se agudizó y los costos se duplicaron en el lapso de seis meses.
La parte del proyecto que más sufrió fue la tribuna, ya que el precio final del estadio aumentó de una estimación de £17.500, para los planos completos, a alrededor de £30.000 para la versión reducida que se completó seis meses después. El tamaño de la tribuna se redujo en casi dos tercios y la estructura de acero se recubrió con láminas onduladas para reducir aún más los costes. La intención de los directores de St Mirren era completar en algún momento los planes originales para una tribuna completa en Love Street en etapas según lo permitieran los fondos, sin embargo, esto no se materializó.
Después de 1921 no hubo cambios importantes en el terreno hasta finales de la década de 1950, cuando se cubrió la orilla norte y se instalaron focos. Veinte años más tarde se instalaron nuevas torres de iluminación y aparecieron planes para remodelar St Mirren Park como un estadio con asientos. También se habló de incorporar aparcamientos en el aeropuerto, o un hotel, o espacios para oficinas comerciales.
Love Street se convirtió en un terreno designado bajo la Ley de Seguridad de Campos Deportivos en 1977, lo que llevó al gobierno local a exigir modificaciones. En el verano de 1979, la grada de Love Street End fue derribada y reconstruida a diez metros de la portería. Se habló más de cubrir el nuevo recinto familiar en Cairter's Corner e instalar un reloj en el estadio e incluso una sugerencia de reubicarse en el estadio nacional propuesto por el Consejo del Distrito de Renfrew de £ 200 millones planeado para un sitio al otro lado de la línea ferroviaria de Greenhill Road.
Dado que la Asociación Escocesa de Fútbol (SFA) prefería reconstruir el Hampden Park, St Mirren permaneció en Love Street y se instalaron asientos en la terraza de North Bank en 1991.  Cuatro años más tarde, después de que el propietario de una gran empresa constructora se uniera a la junta directiva del club, la tribuna Caledonia con capacidad para 3.015 asientos se construyó en un acuerdo por el que parte del terreno del club se vendió para su desarrollo como vivienda. También había planes para construir un stand similar en Love Street End, pero la industria de la construcción se vino abajo y estuvo a punto de cerrar St Mirren en 1998.
St Mirren ganó la Primera División escocesa 1999-2000 y ascendió a la Premier League escocesa (SPL) como campeón de Primera División. Para cumplir con las normas de la SPL en su primera temporada en la máxima categoría, el club tuvo que realizar más obras en el estadio, instalando asientos en la terraza de Love Street.
El 16 de agosto de 2005 el gobierno escocés y el Consejo de Renfrewshire concedieron permiso al club para vender Love Street para el desarrollo de supermercados y permitir al club construir un nuevo estadio en Greenhill Road, Ferguslie Park, Paisley. La venta de su antiguo terreno financió el nuevo estadio y saldó las deudas financieras del club. En abril de 2007 se anunció que se había llegado a un acuerdo con Tesco. Según este acuerdo, Tesco pagaría la construcción del nuevo St Mirren Park, un estadio con capacidad para 8.000 personas. Las obras del nuevo terreno comenzaron el 9 de enero de 2008.
El último partido que se jugó en Love Street fue un empate sin goles entre St. Mirren FC y Motherwell FC ante un lleno total el 3 de enero de 2009. El club se mudó oficialmente al nuevo St Mirren Park el miércoles 21 de enero de 2009. Posteriormente, las autoridades negaron el permiso de construcción para un supermercado en el sitio de Love Street. A partir de febrero de 2012, está previsto que se utilice para vivienda.

### Otros partidos
St Mirren acogió un partido de fútbol femenino en Love Street en 1895. El campo ha sido un lugar habitual para partidos internacionales de escolares, semifinales de la Copa Juvenil de Escocia y partidos internacionales sub-21 de Escocia. En 1904, la liga escocesa de fútbol se enfrentó a la liga irlandesa de fútbol frente a 10.000 aficionados.
En 1923 25.000 aficionados vieron a Escocia jugar contra Gales en el campeonato local británico. Los rivales locales, Greenock Morton FC, jugaron sus partidos en casa en Love Street durante parte de 1949. El acuerdo era que St Mirren FC se quedaría con las recaudaciones de las gradas y el recinto de los juegos. Greenock Morton FC también jugó una eliminatoria de la Copa de Escocia contra el Rangers FC en Love Street en 2000. En 1970 se utilizó como sede para un partido del Campeonato de Europa de Fútbol Sub-19 de la UEFA organizado por Escocia.